# School Library Journal
School Library Journal é uma revista mensal estadunidense com artigos e revisões de livros escolares e publicações bibliotecárias para jovens. Foi criado em 1954 pela fundação Junior Libraries (também conhecido como Library Journal). A primeira edição foi distribuída em 15 de setembro de 1954 por Gertrude Wolff.
Em 2006, a School Library Journal tem 38000 inscritos e cerca de 100000 leitores.